# John O'Keefe (nhà thần kinh học)
John O'Keefe (sinh ngày 18 tháng 11 năm 1939) là một nhà thần kinh học người Mỹ gốc Ireland và là giáo sư tại Viện Khoa học thần kinh nhận thức và Cục Giải phẫu (Đại học London). Ông được biết đến với loại tế bào thần kinh có tên gọi tế bào địa điểm ở vùng hồi hải mã trong bộ não.

## Tiểu sử
Sinh ra tại Thành phố New York trong gia đình cha mẹ là dân nhập cư Ireland, O'Keefe tốt nghiệp cử nhân từ trường City College of New York. Ông tiếp tục nghiên cứu sinh tiến sĩ ngành sinh lý tâm lý với Ronald Melzack tại phòng Donald O. Hebb tại Đại học McGill ở Montreal. Ban đầu ông đến Đại học London năm 1967 làm nghiên cứu sinh sau tiến sĩ tại Viện Nha khoa Quốc gia (NIMH) cùng với Patrick Wall.
Năm 2014, ông cùng May-Britt Moser, và Edvard Moser giành Giải Nobel Sinh lý học và Y khoa do các khám phá về các tế bào tạo thành hệ thống định vị trong não.